# У місті Сочі темні ночі
«У місті Сочі темні ночі» (рос. «В городе Сочи тёмные ночи») — російський радянський фільм 1989 року. Фільм — учасник Каннського кінофестивалю 1990 року.

## Сюжет
Дія картини відбувається в різних містах — Москві, північному провінційному містечку і в Сочі. Дійові особи — звичайні люди — лікарі і артисти, продавці і робітники, які опинилися перед обличчям наслідків подій Перебудови. Головні герої: Лена (Наталія Негода) — 23-річна студентка, що ндовчилася, кинута коханим і намагається налагодити своє життя. Сантехнік Степанович 45 років (Олексій Жарков) — досвідчений аферист, спритно входить в довіру до людей і зникає з великими сумами грошей. Інші дійові особи — їх знайомі, колеги, рідні, шляхи яких постійно перетинаються.

## У ролях
| Актор                      | Роль                                         |
| -------------------------- | -------------------------------------------- |
| Олексій Жарков             | Степанович                                   |
| Наталія Негода             | Олена                                        |
| Анастасія Вертинська       | Мати Олени                                   |
| Олександр Леньков          | Батько Олени                                 |
| Анна Тихонова              | Продавчиня Жанна                             |
| Григорій Мануков           | Олег Стрельников                             |
| Олександр Алексєєв-Негреба | Директор театру                              |
| Олександр Миронов          | Міліціонер                                   |
| Вацлав Дворжецький         | Федір Федорович Стрельников                  |
| Андрій Соколов             | Син Степановича Боря                         |
| Ігор Золотовицький         | Губаніщев                                    |
| Леван Мсхіладзе            | Колишній наречений Олени Саша                |
| Марія Євстигнєєва          | Колишня подружка Олени Марина                |
| Юрій Назаров               | Скляр                                        |
| Борис Сморчков             | Батько Жанни                                 |
| Інна Ульянова              | Дама в ресторані                             |
| Ервант Арзуманян           | Головний режисер театру Ашот Арамович        |
| Олександра Табакова        | Маша                                         |
| Андрій Фомін               | Драматург                                    |
| Надія Маркіна              | Дружина Олега Стрельникова Соня              |
| Георгій Саакян             | Виконувач роль Сталіна артист на кіностудії  |
| Олександр Кавалеров        | Епізод                                       |
| Валерій Афанасьєв          | Обдурена жертва Степановича (немає в титрах) |

## Знімальна група
- Авторка сценарію — Марія Хмелько
- Режисер —  Василь Пічул
- Оператор —  Юхим Резніков
- Художник —  Микола Терехов
- Композитор — Володимир Матецький
- Продюсер —  Марк Левін